# 三重紡績
三重紡績（みえぼうせき）は、かつて三重県四日市市に存在した日本の紡績会社。現在の東洋紡の前身企業の一つである。

## 沿革
発祥は伊藤伝七が設立した「三重紡績所」である。伊藤は明治政府がおこなった紡績起業の要請に応じ、同時期に誕生した「十基紡」の一つだった。「紡績起業」とは具体的には政府による輸入紡績機の払い下げで、伊藤は1880年に政府の貸付金により、水力紡績機を備えた紡績所を地元の川島村（現・四日市市）に設立した。
しかし経営に苦しみ、三重県令に紹介された大阪紡績の渋沢栄一らの支援を受け、新たに当社を設立する形で1886年7月に発足した。1888年の本社と工場完成後は業績を伸ばし、大阪紡績の各種施策（労働者の昼夜交代勤務、中国産綿花の原料化によるコスト低減など）を導入して経営を改革した。設備投資で輸入した織機により漁網と綿布の製造を始めたことで利益は伸長した。
三重県や愛知県の周辺の紡績会社を合併して規模を拡大させた三重紡績は、自身も1914年に大阪紡績と合併して東洋紡績となった。